# Besatzung Dora
Besatzung Dora (The Crew of the Dora à l'international) est un film allemand réalisé par Karl Ritter et sorti en 1943.
Ce film de propagande nazie qui se déroule au sein de la Luftwaffe ne fut plus diffusé à partir de 1944 à cause de l'évolution de la guerre : la perspective d'un établissement à l'est n'était alors plus envisageable

## Synopsis
Deux pilotes de la Luftwaffe, Joachim et Franz, sont amoureux de la même jeune fille Marianne. La jalousie qui en découle menace alors le bon fonctionnement à bord de leur avion de reconnaissance. Ils finissent tout de même par oublier leur rivalité pour se concentrer pleinement à la bataille.

## Fiche technique
- Titre original : Besatzung Dora
- Titre international : The Crew of the Dora
- Réalisation : Karl Ritter
- Scénario : Fred Hildenbrand, Karl Ritter
- Costumes : Gertrud Steckler
- Photographie : Theo Nischwitz, Heinz Ritter
- Son : Werner Maas
- Montage : Gottfried Ritter (de)
- Musique : Herbert Windt
- Production : Karl Ritter
- Sociétés de production : UFA
- Pays d'origine :  Reich allemand
- Langue : allemand
- Durée : 91 minutes
- Format : Noir et blanc - 35 mm - 1,37:1 - Son mono
- Dates de sortie :
- Troisième Reich : 1943

## Distribution
- Hannes Stelzer
- Hubert Kiurina (de)
- Josef Dahmen
- Georg Thomalla
- Ernst von Klipstein (en)
- Clemens Hasse (en)
- Helmut Schabrich
- Wolfgang Preiss
- Suse Graf (de)
- Charlott Daudert (en)
- Carsta Löck
- Roma Bahn
- Otz Tollen
- Ewald Wenck